# Озеро Долгое (исторический район)
О́зеро До́лгое — исторический район в Приморском районе Санкт-Петербурга.
Расположен между Богатырским проспектом, Камышовой, Планерной улицами, Шуваловским проспектом, Парашютной улицей и проспектом Сизова.
Стал застраиваться в 1980-е годы. В этом месте находилось Долгое озеро (название известно с допетровского времени), по которому решили назвать район. Во время застройки озеро обмелело, а его площадь значительно сократилась.
На территории Озера Долгого находится станция метро «Комендантский проспект».